# Bill Bickford
Bill Bickford (* 7. Juli 1956 in Norwalk (Connecticut) als William Campbell Bickford)  ist ein US-amerikanischer Fusion- und Jazz-Gitarrist.

## Leben und Wirken
Bickfords Vater war Pianist; ein älterer Bruder spielte klassische Gitarre. Er begann mit 14 Jahren mit dem Gitarrenspiel und studierte 1974/75 am Berklee College of Music und 1977 bis 1979 am City College in New York City. Er hatte auch Unterricht in Komposition und Arrangement und spielte in den 1970er Jahren u. a. mit Dave Liebman, Pee Wee Ellis und einer R&B-Band. Von 1977 bis 1986 war er Mitglied des Larry Elgart Orchesters. Erste Plattenaufnahmen entstanden 1979 mit John McNeil. Von 1982 bis 1992 gehörte er der von Joseph Bowie gegründeten Formation Defunkt an; außerdem arbeitete er von 1984 bis 1991 mit Jim Pepper, Mitte der 80er Jahre mit Donald Byrd, Jack McDuff und der von Ex-Defunkt-Mitgliedern gegründeten Band Liquid Hips.
In den 1990er Jahren gehörte Bickford Ed Schullers Formation Eleventh Hour und der Fusion-Band von Billy Cobham und Wolfgang Schmid an; ab 1996 spielte er in Jack Walraths Band Masters of Suspence. Ab 1988 arbeitete er mit seinem eigenen Trio Bigfood mit der Bassistin Kim Clarke und dem Perkussionisten Bruce Ditmas; 1990 trat er mit Jim Pepper und Ed Schuller auf dem Jazzfestival Münster auf. Ab 1992 hielt er in Deutschland – u. a. auf den Schorndorfer Gitarrentagen – mehrere Gitarren-Workshops ab.
1998 spielte Bickford in einer Jazz-Combo mit dem WDR Rundfunkorchester Köln unter der Leitung von Gunther Schuller (Witchi-Tai-To - The Music of Jim Pepper) und in München mit Marty Cooks Band Conspiracy. Im neuen Jahrtausend gehörte er in New York zum Trio von Jim Payne.

## Diskographische Hinweise
- Bill Bickford's Bigfoot: Semi-Precious Metal (Tutu)
- Ed Schuller: Snake Dancing (Tutu, 1998)
- Billy Cobham/Wolfgang Schmid/Bill Bickford: Paradox (Tiptoe, 1996)
- Billy Cobham/Wolfgang Schmid/Bill Bickford: Paradox (Paradox, 1997)
- Billy Cobham/Wolfgang Schmid/Bill Bickford: Paradox (The first Second, 1998)
- Jack Walrath: Get Hit in Your Soul (ACT, 1998)